# Henryk Dudek (ur. 1878)
Henryk Franciszek Ksawery Dudek (ur. 8 lipca 1878 w Rohatynie, zm. 17 lipca 1954) – polski inżynier, oficer, urzędnik ministerialny w II RP.

## Życiorys
Urodził się 8 lipca 1878 w Rohatynie jako syn Jana i Eleonory z domu Kowalskiej. Egzamin dojrzałości zdał w gimnazjum w Krakowie. Ukończył studia na Politechnice Lwowskiej z tytułem inżyniera. Od 1906 do 1913 pracował w sferze kulturalno-oświatowej w powiecie tarnobrzeskim i w Skawinie. Publikował w „Czasopiśmie Technicznym”.
Po wybuchu I wojny światowej został powołany do c. i k. armii w stopniu porucznika i służył przy budowie dróg na terenach serbskich, czarnogórskich, albańskich. 
Po odzyskaniu przez Polskę niepodległości został przyjęty do Wojska Polskiego. Został awansowany do stopnia porucznika rezerwy artylerii ze starszeństwem z dniem 1 czerwca 1919. W 1923, 1924 był przydzielony jako oficer rezerwowy do 21 pułku artylerii polowej w Krakowie. W 1934 jako porucznik rezerwy pospolitego ruszenia artylerii był przydzielony do Oficerskiej Kadry Okręgowej nr V jako oficer reklamowany na 12 miesięcy i pozostawał wówczas w ewidencji Powiatowej Komendy Uzupełnień Kraków Miasto.
Został urzędnikiem w służbie państwowej. Na początku kwietnia 1919 został mianowany przez Ministra Robót Publicznych delegatem przy Generalnym Delegacie w Krakowie. Pełnił funkcję wiceministra Robót Publicznych. Później sprawował stanowisko szefa Okręgowej Dyrekcji Robót Publicznych w Krakowie.
Był wiceprezesem Okręgowego Związku Zachodniego w Krakowie. Należał do Związku Międzykomunalnego. Był prezesem Związku Inżynierów Budownictwa Województwa Krakowskiego przy Towarzystwie Technicznym. Sprawował funkcję ławnika miasta Krakowa. Zmarł 17 lipca 1954, po długich i ciężkich cierpieniach, a trzy dni później został pochowany w grobowcu rodzinnym na cmentarzu Rakowickim. Był żonaty.

## Ordery i odznaczenia
- Krzyż Komandorski Orderu Odrodzenia Polski – 31 grudnia 1923[14]
- Złoty Krzyż Zasługi[13]

## Publikacje
- Problem mieszkaniowy w Polsce[1]
- Sprawa regulacji rzek, zabudowań górskich potoków i publicznych melioracji w woj. krakowskim[1]
- Problem drogowy pod względem finansowym[1]
- Odbudowa kraju i Komunikacje w: Dziesięciolecie Polski Odrodzonej. Księga pamiątkowa 1918-1928 (1928)[1]

Publikował w czasopismach „Czas”, „Głos Narodu”, „Ilustrowany Kuryer Codzienny”.